# Xincheng (Laibin)
Xincheng léase Sin-Cheng (en chino, 忻城县; pinyin, Xīnchéng xiàn; literalmente, ‘ciudad de la felicidad’, en zhuang, Yinhcwngz yen) es un condado bajo la administración directa de la Prefectura Laibin en la Región autónoma de Guangxi, República Popular China. Su área es de 2521 km² y su población total para 2020 superó los 300 mil habitantes.

## Administración
Desde 2005, el Condado de Xincheng se divide en 12 pueblos que se administran en 6 poblados y 6 villas.